# Пантана Сералта (Пезаро и Урбино)
Пантана Сералта је насеље у Италији у округу Пезаро и Урбино, региону Марке.
Према процени из 2011. у насељу је живело 93 становника. Насеље се налази на надморској висини од 296 м.